# Thagomizer

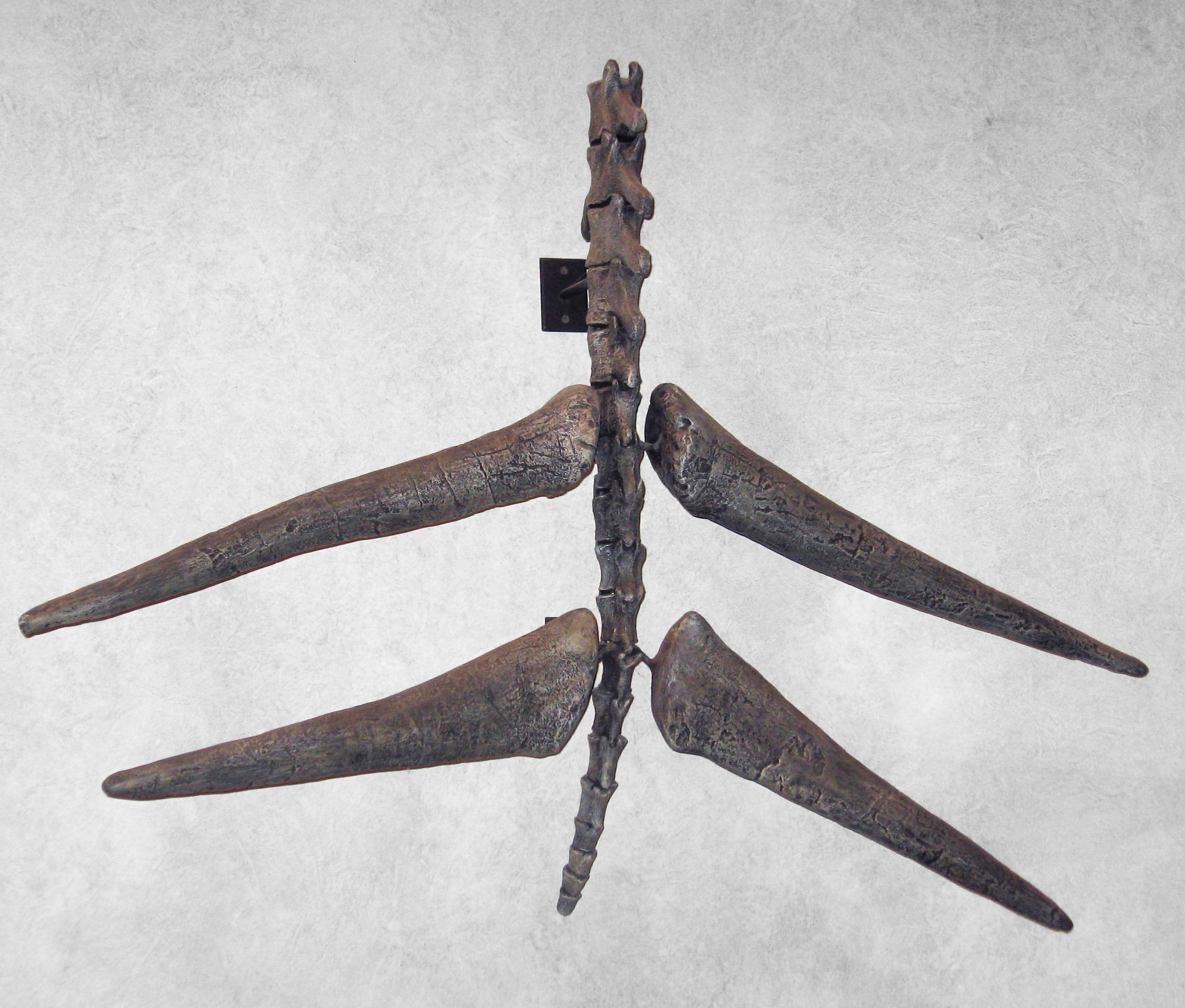
Thagomizer en la cola de un esqueleto montado de Stegosaurus.

Thagomizer es un término anatómico informal para describir el conjunto de entre cuatro o más púas presentes en las colas de algunos dinosaurios, especialmente las de Stegosaurus stenops. Generalmente se considera a estas formaciones como defensas de sus depredadores.

## Etimología
La denominación "thagomizer" fue creada por Gary Larson en 1982, como parte del guion de una tira cómica de la serie The Far Side, donde un grupo de cavernícolas sigue una clase en la que un profesor describe las púas de Stegosaurus de la siguiente manera: 

"Now this end is called the thagomizer... after the late Thag Simmons."

Una traducción libre de la cita es la siguiente: 

"Ahora bien, esta punta (de la cola) se llama thagomizer... en honor al difunto Thag Simmons."

El sentido de la broma es que la palabra thagomizer puede traducirse como la "ruina" o "miseria" de Thag.
Dentro de la comunidad de paleontólogos, el término fue utilizado primariamente por Ken Carpenter, paleontólogo del Museo de Historia Natural y Ciencia de Denver, para describir un fósil en la reunión anual de la Society of Vertebrate Paleontology de 1993. De ahí en adelante, el uso de este término se ha expandido, para aparecer, por ejemplo, en los contenidos web y en las exposiciones referidas a Stegosaurus del Instituto Smithsoniano, en presentaciones del Dinosaur National Monument en Utah, en el libro The Complete Dinosaur, entre otras. 
La muerte de Thag Simmons es paradójica, dado que los dinosaurios jamás convivieron con los humanos. Al respecto, en The Prehistory of the Far Side, Gary Larson sugiere que "(the Far Side) podía ser una caricatura-confesionario donde pudiésemos decir cosas como, 'Padre, he pecado – he dibujado dinosaurios y homínidos juntos en una misma tira cómica".

## Paleobiología
Ha habido un debate acerca de la función que cumplía el thagomizer en los dinosaurios. En primer lugar, si fue usado solo como medio de intimidación, como postuló Gilmore en 1914, o como un arma efectiva. Robert Bakker ha sugerido que la cola de Stegosaurus probablemente era mucho más flexible de la de otros dinosaurios que no presentan púas de este tipo, como también una desarrollada musculatura muy adecuada para girar (por ejemplo, el deltoide), lo que apoyaría la teoría del arma. Un estudio más reciente sobre las púas del thagomizer de McWhinney y colegas mostró evidencia que apoya esta teoría.

### Otros términos científicos de origen similar
- Horrendous Space Kablooie, un término originado en la tira cómica Calvin y Hobbes, utilizado informalmente por la comunidad científica como sinónimo del Big Bang. Se abrevia H.S.K.
- Falange de babuinos, expresión que originalmente fue parte de un sketch humorístico en Not the Nine O'Clock News. En etiología, este término designa informalmente a un grupo de babuinos.
- Shmoo, una creatura ficticia de la tira cómica Li'l Abner. El término ha sido incorporado en el lenguaje inglés y ha sido utilizado ampliamente en diversas ciencias; como economía, astronomía, biología, entre otras.